# Zhuliangqiao
Zhuliangqiao (kinesiska: 朱良桥, 朱良桥乡) är en socken i Kina. Den ligger i provinsen Hunan, i den södra delen av landet, omkring 41 kilometer nordväst om provinshuvudstaden Changsha. Antalet invånare är 26240. Befolkningen består av 12 951 kvinnor och 13 289 män. Barn under 15 år utgör 18,0 %, vuxna 15-64 år 68 %, och äldre över 65 år 12,0 %.
Genomsnittlig årsnederbörd är 1 710 millimeter. Den regnigaste månaden är maj, med i genomsnitt 305 mm nederbörd, och den torraste är oktober, med 46 mm nederbörd.